# Сафронов, Виталий Александрович
Виталий Александрович Сафронов (10 сентября 1936, с. Кривое, Панкрушихинский район, Алтайский край — 30 сентября 2023) — советский и российский политический деятель. В 1997 году — член Президиума ЦК КПРФ.

## Биография
Родился 10 сентября 1936 года в с. Кривое Панкрушихинского района Алтайского края в крестьянской семье.
Окончил в 1960 г. Свердловский юридический институт, после чего по распределению работал следователем в селе Калманка Алтайского края. В 1961 году Виталий Сафронов избирается секретарем Калманского райкома ВЛКСМ, а в 1967 году становится вторым секретарем крайкома ВЛКСМ. В 1971 году он закончил заочное отделение Новосибирской высшей партийной школы, после чего в 1973 году стал заведующим отделом пропаганды и агитации Алтайского крайкома КПСС. Впоследствии Сафронов заканчивает аспирантуру Высшей партийной школы при ЦК СЕПГ в Берлине, становится кандидатом философских наук, избирается председателем краевого Совета профсоюзов.
27 сентября 1990 года — избран первым секретарем Алтайского крайкома КПСС. Партия к тому времени утратила политическую монополию и подвергалась критике со стороны оппонентов. Это сопровождалось сокращением партийных рядов: за восемь месяцев 1990 года краевую парторганизацию покинуло 7690 человек. В результате событий 19-22 августа 1991 года, указами Президента РСФСР Б. Н. Ельцина деятельность КПСС на территории РСФСР была приостановлена, её имущество конфисковано. Указом от 6 ноября 1991 года деятельность КПСС была прекращена, её организационная структура — распущена. Вместо него уже главой администрации Алтайского края стал Владимир Райфикешт.
Виталий Александрович был одним из инициаторов воссоздания в 1993 году алтайской краевой организации Коммунистической партии, был избран 1 секретарем Алтайского крайкома КПРФ, членом ЦК КПРФ. С 20 апреля 1997 года член Президиума ЦК КПРФ. Алтайскую организацию КПРФ возглавлял до 2006 г., после чего руководителем алтайских коммунистов стал Михаил Заполев.
С 1993 года работал на постоянной основе в законодательных органах Алтайского края и России: депутат Государственной думы РФ второго и третьего созывов, депутат Алтайского краевого Совета народных депутатов IV созыва и Алтайского краевого Законодательного Собрания V созыва. Был руководителем депутатской фракции «За наш Алтай» Алтайского краевого Законодательного Собрания.
Был женат, имел двоих детей, четырёх внуков.

## Награды
Имел государственные награды. Награждён двумя орденами Трудового Красного Знамени, орденом «Знак Почёта», пятью медалями.